# (91205) 1998 US43
(91205) 1998 US43 est un objet transneptunien du groupe des plutinos.

## Caractéristiques
1998 US43 mesure environ 111 km de diamètre.

## Orbite
L'orbite de 1998 US43 possède un demi-grand axe de 39,482 ua et une période orbitale d'environ 248 ans. Son périhélie l'amène à 34,114 ua du Soleil et son aphélie l'en éloigne de 44,849 ua.

## Découverte
1998 US43 a été découvert le 22 octobre 1998.